# Karel Fiala (1925)
Karel Fiala (3. srpna 1925 Ostrava-Hrušov – 3. října 2020 Praha) byl český operní, operetní a muzikálový herec a pěvec – tenorista, a uplatnil se i jako filmový herec. V roce 1988 byl jmenován zasloužilým umělcem. V roce 2013 byl oceněn cenou Thálie za celoživotní přínos v oboru muzikál.

## Život
Narodil se v Ostravě v rodině kominického mistra a v době protektorátu se i on původně vyučil kominíkem. Jeho hudebního nadání se všiml profesor Ševčík z ostravské hudební školy, který ho pak připravil ke zkouškám na konzervatoř. Tam v letech 1947–1952 Karel Fiala vystudoval zpěv a ve studiu pokračoval v letech 1952–1955 na pražské AMU. Současně působil v letech 1949–1954 jako elév v souboru Národního divadla.
Od roku 1954 byl členem souboru Hudebního divadla Karlín, kam ho angažoval Oldřich Nový. Ze souboru na čas odešel počátkem 90. let 20. století kvůli neshodám s tehdejším ředitelem Zdeňkem Pospíšilem, vystupoval pak jako host na různých scénách nebo na zájezdových představeních. Do Karlína se vrátil roku 2010.
Účinkoval také v řadě filmů. Nejznámější je hlavní role „hrdiny bez bázně a hany“ v české westernové parodii Limonádový Joe aneb Koňská opera z roku 1964 (v této roli se uplatnil jako herec, zatímco pěvecký part nazpíval Karel Gott).

## Některé operetní role
Na jevišti ztvárnil Karel Fiala desítky postav a osmatřicet let patřil k oporám karlínského hudebního divadla. K jeho významným rolím patřily např.
- Tony (West Side Story, Hudební divadlo 1970)
- Danilo Danilovič (Veselá vdova, Hudební divadlo 1974)
- otec Kolaloka (Limonádový Joe, divadelní nastudování: divadlo ABC 2001, Hudební divadlo 2010)

## Filmové role
Řadu rolí hrál Karel Fiala také ve filmu, včetně televizních filmů; poprvé to bylo v roce 1956 v přepisu Smetanovy opery Dalibor, naposled si zahrál v roce 1988 v povídkovém filmu Tomáše Vorla nazvaném Pražská 5. Významnější role:
- Dalibor (filmový přepis opery, 1956, režie Václav Krška)[5] – Dalibor
- Labakan (1956, režie Václav Krška)[6] – Omar
- Dařbuján a Pandrhola (1959, režie Martin Frič) – Kovářský
- Limonádový Joe aneb Koňská opera (1964, režie Oldřich Lipský) – Limonádový Joe
- Nicht schummeln, Liebling! (NDR, 1973, režie Joachim Hasler) – Bürgermeister (Starosta)
- Amadeus (1984, režie Miloš Forman) – Don Giovanni